# Детвора (картина Ткачёвых)
«Детвора́» — одна из наиболее известных картин народных художников СССР, действительных членов Академии художеств СССР Сергея и Алексея Ткачёвых, созданная в 1958—1960 годах. Она изображает пять босоногих девочек, облокотившихся на перила и расположившихся вдоль них цепочкой, на деревянных мостках, возвышающихся над гладью воды. Их лица скрыты тенью, так как они стоят против солнечного света. Позы и жесты девочек передают их мечтательность, настороженность и раздумье. Сцена освещается ярким летним солнцем: «Его лучи, осветив накалённое у горизонта добела небо, скользнули вдали по зелёному бережку озера, яркими против света отблесками легли на цветастые платьица, головки, косынки девочек, мостки, сине-серую с отражениями гладь воды».
Братья Ткачёвы впервые обратились к образу девочек, стоящих на деревянных мостках, во время студенческой практики на реке Волге в 1948 году. Тогда были созданы рисунок и акварель, которые, однако, оказались забыты и долго «валялись где-то в папках». В 1958 году Алексей и Сергей Ткачёвы вернулись к этому замыслу, но только в 1960 году смогли завершить полотно «Детвора». В коллекциях российских музеев хранится большое количество этюдов к картине.
Полотно «Детвора» находится в коллекции Государственного Русского музея и представлено в его постоянной экспозиции. Считается, что эта картина — первая значительная работа, которой художники заявили о себе на крупных выставках Советского Союза. Близкие к оригиналу более поздние варианты полотна, созданные самими художниками, находятся в собрании Музея братьев Ткачёвых, который является филиалом ГБУК «Брянский областной художественный музейно-выставочный центр», в коллекции Смоленского государственного музея-заповедника, в Саратовском художественном музее имени А. Н. Радищева, ещё одно полотно находилось в уже несуществующем частном Институте русского реалистического искусства в Москве.
Советские и российские методисты и педагоги рекомендовали использование картины Алексея и Сергея Ткачёвых в преподавании и воспитательной работе в средней общеобразовательной школе.

## Сюжет картины
Кандидат искусствоведения, член-корреспондент Российской академии художеств Игорь Круглый так описывал изображение на картине «Детвора»: пять деревенских девочек облокотились на перила мостков и любуются озером. Искусствовед отмечал своеобразие положения рук каждой из них, их причудливые силуэты и «тонкие, как молодые деревца, фигурки». Сами художники отмечали, что не стремились выразить психологию девочек, но она тем не менее раскрывается в индивидуальном характере персонажей, в том, как они восхищаются окружающим их миром, в «мажорном строе живописи». Просветы между фигурами имеют особый ритм. Сцена освещается ярким летним солнцем: «Его лучи, осветив накалённое у горизонта добела небо, скользнули вдали по зелёному бережку озера, яркими против света отблесками легли на цветастые платьица, головки, косынки девочек, мостки, сине-серую с отражениями гладь воды».
Искусствовед Владимир Лапшин писал, что действие полотна происходит на деревянных мостках, возвышающихся над рекой (а не над озером, как у Круглого). Он отмечал, что у всех пяти босоногих девочек, облокотившихся на перила и расположившихся вдоль них цепочкой, лица скрыты тенью, так как они стоят против солнечного света. Их позы и жесты передают мечтательность, настороженность и раздумье.

## История создания и судьба картины
Кандидат искусствоведения Игорь Круглый писал, что Ткачёвы выросли в многодетной семье, в детстве их постоянно окружали друзья-сверстники. Когда они повзрослели, то в общении с детьми у них благодаря этому не было «барьера». Он отмечал «необыкновенно искреннее, задушевное отношение Ткачёвых к детям», которое находит выражение в полотнах художников. В период работы над «Детворой» Ткачёвы создали картины «Нянька» (1958—1959), «На огороде» (1959), «Весна наступает» (1959), «В баню» (1959), «На полянке» (1959). Герои этих картин, как и «Детворы», — деревенские жители, занятые повседневными делами: убирают капусту в огороде, ухаживают за ребёнком, идут в баню. Внешне непритязательные сценки, изображаемые художниками, покоряли зрителей искренностью, простотой и поэтичностью. Сами братья Ткачёвы рассказывали, что основной в их творчестве является жанровая живопись, но в отдельных картинах на современную тему, таких как «Детвора», значительное внимание уделено пейзажу.

### От набросков к картине
По признанию самих художников, приведённому в статье научного сотрудника Третьяковской галереи Анны Дьяконицыной, сцену, изображённую на картине «Детвора», они увидели и зарисовали с натуры на реке Волга в 1948 году во время студенческой практики. В это время они оба были студентами Московского художественного института имени Василия Сурикова. Братья увлекались футболом (болели за московское «Динамо»), посещали концерты в Московской консерватории, спектакли МХАТа и Малого театра, были завсегдатаями Третьяковской галереи, где многие часы проводили перед картинами Ильи Репина, Василия Сурикова, Валентина Серова. Ткачёвы считали тогда своим духовным наставником Аркадия Пластова. Студенты их вуза обычно проходили летнюю практику в Крыму, где в селе Ко́зы находилась в то время институтская база. Два летних месяца практики они под руководством преподавателей рисовали на пленэре обнажённую натуру. В своих воспоминаниях Ткачёвы с гордостью утверждали, что ни разу не побывали на крымской институтской базе, каждый раз во время летней практики отправляясь на Волгу и Каспий, где искали репинские и суриковские типы.
Встречаются утверждения, что именно с этой совместной работы над зарисовками к будущей картине «Детвора» началось многолетнее творческое сотрудничество Алексея и Сергея Ткачёва. В 1948 году были созданы рисунок и акварель, которые тем не менее оказались вскоре забыты и долго «валялись где-то в папках». Только через много лет художники обнаружили эти наброски и приняли решение создать на их основе картину. В 1958 году Алексей и Сергей Ткачёвы задумали, а в 1960 году завершили полотно «Детвора».
Сами братья Ткачёвы рассказывали в книге «Братья Ткачёвы. Художники о себе» (1999), что писали «Детвору» одновременно с картиной «Между боями», «по замыслу, по краскам, по композиции» и во многих других отношениях противоположной первому полотну (впоследствии периодическое переключение с одной работы на другую вошло у живописцев в привычку). Авторы подтверждали в той же книге, что «Детвору» они задумали ещё во время студенческих поездок на Волгу, но замысел долгое время не был воплощён на холсте. Дело сдвинулось спустя лишь 10 лет, когда авторы пребывали на «Академической даче имени Ильи Репина», расположенной в Тверской области на берегу реки Мсты поблизости от Вышнего Волочка в восьми километрах от железнодорожной станции. Там братья снова наблюдали детей, резвящихся уже в находящемся рядом озере Мстино. Это позволило братьям в погожие солнечные дни осуществить работу над давним замыслом. Летом 1954 года Ткачёвы впервые побывали на «Академической даче», а осенью этого же года они стали на некоторое время её художественными руководителями, в 1959 — начале 1960 года они заняли эту должность повторно. С 1958 года, когда Алексей Ткачёв женился на местной девушке, братья на постоянной основе жили и работали в собственном деревенском доме с мастерской в деревне Котчище в Осташковском городском округе Тверской области, неподалёку от Дома творчества, и редко бывали в московской мастерской. По утверждению кандидата искусствоведения Ирины Романычевой в книге «Академическая дача», вышедшей в 1975 году, большинство их работ с этого времени создавались на берегу Мсты, даже если они были задуманы в других местах. Романычева утверждала: «Здесь они сложились как художники».
О своём замысле картины «Детвора» авторы рассказывали:

«Ребята стоят, мечтают, вдаль смотрят. По-разному шла работа: и по свету решалась, и против света, и с множеством фигур. Постепенно выкидывали всё лишнее. Композиция от этого становилась строже, ясней. Этюдов, как всегда, написано было много. Психология не в лицах детей (где там против света увидишь её!), а во всём образном строе холста. Нам хотелось показать	счастливый мир детей. Ритм фигурок, постановка ног, движение рук, повороты голов, наконец, колорит должны были эмоционально воздействовать на зрителя. Светлый, ясный день, ветерок развевает платья, платочки, в этом весь смысл картины»— Игорь Круглый. Алексей и Сергей Ткачёвы

### Этюды к картине
Сохранились этюды, выполненные художниками к картине, часть которых хранится, так же как и сама картина, в Русском музее. Это три работы Алексея Ткачёва и две — Сергея Ткачёва с одинаковым названием «Детвора» (Алексей Ткачёв: «Детвора» (холст, масло, 50 × 69 см), «Детвора» (холст, масло, 33 × 17,5 см), «Детвора» (картон, масло, 35 × 24 см); Сергей Ткачёв: «Детвора» (холст, масло, 23,5 × 35 см), «Детвора» (холст, масло, 22 × 32 см)). Два этюда Алексея Ткачёва находятся в коллекции Ставропольского краевого музея изобразительных искусств (техника обоих — масляная живопись по холсту, размеры: одного — 16,5 × 29 см, другого — 52 × 25 см). Этюд Сергея Ткачёва «Детвора» (картон, масло, 25 × 34 см) был приобретён Орловской областной картинной галереей, другой его этюд, «Три девочки на мостике» (холст, масло, 33 × 53 см), хранится в Барнауле, в Государственном художественном музее Алтайского края. Местонахождение ещё трёх известных искусствоведам этюдов Сергея Ткачёва: «Катя» (картон, оргалит, масло, 40,5 × 20 см), «На мостках» (картон, масло, 25 × 35 см) и «Этюд» (картон, масло, 24,5 × 34 см), а также этюдов Алексея Ткачёва «Головка девочки» (картон, масло, 24,5 × 34,5 см), «Девочка с полотенцем» (картон, масло, 33 × 24,5 см) и «Девочка в розовом» (картон, масло, 34,5 × 25 см), «Мостик» (картон, масло, 25 × 35 см), «Мостик» (картон, масло, 24,5 × 34,5 см), «Таня Филатова» (картон, оргалит, масло, 39,5 × 20 см) — не упоминается. Этюд «Девочка в красном» (размер — 52,5 × 24,5 см, холст, масло, авторство не указано) находится в коллекции Ставропольского краевого музея изобразительных искусств.
Картине, находящейся в собрании Русского музея, предшествовали два варианта, которые не удовлетворили художников. В процессе работы над третьим художники убедились, что все варианты окончательной композиции полотна были перегружены деталями и лишними персонажами. В результате в самом конце работы им пришлось записать уже присутствовавшие на картине лодку на воде и мальчугана, сидевшего на мостках вместе с девочками. Художники на заключительной стадии создания картины использовали сделанные ими фотографии девочек из деревни Новое Котчище, расположенной на реке Мста. Сохранилась и была опубликована самими художниками в автобиографической книге «50 лет вместе (из нашей жизни)» фотография, изображающая трёх девочек, стоящих у перил мостков над рекой Мста. Фотография самими Ткачёвыми датируется ориентировочно 1960 годом. Известны имена двух девочек, которые позировали художникам в процессе создания картины: Таня Филатова и Катя (её фамилия не указывается).

### Картина «Детвора» из собрания Русского музея
Техника исполнения картины — масляная живопись по холсту. Размер — 121 × 200 см. Картина в настоящее время находится в коллекции Государственного Русского музея в Санкт-Петербурге. Её инвентарный номер в собрании музея Ж-7656, номер в Госкаталоге — 29179959, номер по КП (ГИК) — ГРМ КП-43499.
Большую роль в её приобретении сыграл директор Русского музея в 1951—1977 годах Василий Алексеевич Пушкарёв. Картина привлекла его внимание во время персональной выставки братьев Ткачёвых в Москве в 1961 году. Сохранилась стенограмма его выступления 7 апреля этого года, в котором он так характеризует «Детвору»:

«Красивейшей картиной является вот эта вещь. Написана одним дыханием, простой мотив, который все видели сотни раз. Художники сумели из этого простого мотива сделать прекраснейшую вещь, которая меня волнует, наполняет душу радостью и светом. Как здесь художники нашли цвет, как просто поставили девчушек против света. Путь, по которому они идут, это путь образного мышления, образного решения. Это путь очень верный и плодотворный. Желаю им успеха…»— Алексей и Сергей Ткачёвы. О времени и о себе
Картина из собрания Русского музея неоднократно участвовала в выставках. Так, она была представлена на республиканской выставке «Советская Россия» в Центральном выставочном зале «Манеж» (15 апреля — 17 июля 1960 года), на персональной выставке Алексея и Сергея Ткачёвых в Москве в 1961 году. Там же были представлены и этюды к полотну. Четыре из них принадлежали Сергею Ткачёву и два Алексею. Также «Детвора» экспонировалась в Белграде (январь 1961 года) и в Академии художеств СССР в 1979 году, на проходившей в 2006 году в Русском музее выставке, посвящённой советскому искусству 1960—1985 годов, которая называлась «Время перемен».

## Повторения картины, созданные художниками для других музеев
Одно из авторских повторений картины «Детвора» из Русского музея находится в собрании Музея братьев Ткачёвых, который является филиалом ГБУК «Брянский областной художественный музейно-выставочный центр». Создан мемориальный музей был стараниями самих братьев, которые передали ему более 250 своих работ. Находящийся в данном музее вариант полотна был начат в 1958 году и закончен в 1994 году. Техника его исполнения — масляная живопись по холсту, размер — 90 × 130 см. Номер в Госкаталоге — 4072252, номер по КП (ГИК) — БОХМВЦ КП 6176, инвентарный номер — Ж 1143.
Ещё один вариант картины, созданный художниками в 1962 году, входил в состав коллекции Института русского реалистического искусства в Москве. Его размеры — 87,8 × 138,3 см, техника исполнения — масляная живопись по холсту. Он экспонировался на временной выставке «По мере поступления» в Институте русского реалистического искусства, проходившей с октября 2013 по январь 2014 года.
Вариант картины в находится в коллекции Смоленского государственного музея-заповедника. Он создан в период ориентировочно между 1958 и 1960 годами в технике масляной живописи по холсту. Его размер — 85 × 129 см. Номер в Госкаталоге — 21877527, номер по КП (ГИК) — СМЗ КП 28619, инвентарный номер — Ж / 2170. Ещё одно авторское повторение находится в Саратовском художественном музее имени А. Н. Радищева. Картина создана в 1976 году, техника — холст, масло, размер — 114,5 × 193 см, номер в Госкаталоге — 3160836, номер по КП (ГИК) — КП-6172, инвентарный номер — Ж-2497.

## Искусствоведы о картине

### «Детвора» в советском искусствоведении
Каталог персональной выставки Ткачёвых в Москве в 1961 году отмечал, что в целом ряде картин рубежа 1950-х и 1960-х годов, к числу которых относится и «Детвора», можно отметить целостное, лаконичное и эмоциональное отражение содержания, что является значительным шагом вперёд в сопоставлении с более ранним этапом творчества братьев, для которого характерен несколько внешний и повествовательный характер.
Доктор искусствоведения Владимир Лапшин считал картину «Детвора» лучшей жанровой картиной в творчестве Ткачёвых этого времени. Он отмечал, что в ней присутствует многое из того, что уже встречалось в других картинах художников: солнечный день, река со сверкающими бликами на воде, яркая зелень береговой травы, «голенастые девчонки в коротких платьицах». Однако это полотно, по его мнению, более цельно, «собраннее» и глубже по содержанию. Дети изображены на фоне светлого пейзажа силуэтно, что позволяет «заострить пластическую характерность их поз и усилить эмоциональную выразительность детских образов». Безмятежность состояния, светлая душевная ясность детей подчёркиваются спокойствием пейзажа, для которого авторы выбрали серебристую гамму. Лапшин воспринимал картину как «лирический рассказ о той счастливой поре детства, которая отмечена очарованием непосредственности, беззаботностью и трогательной красотой». Тем не менее Лапшин считал, что в этой картине Ткачёвы не сумели выйти из рамок изображения только внешнего облика человека.
Кандидат искусствоведческих наук, заслуженный деятель искусств РСФСР Владислав Зименко сравнивал картину «Детвора» с полотном Николая Андронова «Плотогоны». Он отмечал, что в обеих картинах персонажи выстроились шеренгой, но это лишь кажущееся сходство. В действительности на полотне Андронова бросаются в глаза надуманность и искусственность такого построения композиции. Напротив, картина Ткачёвых отличается естественностью и, по выражению искусствоведа, «дышит простотой». В ней, «как солнце в капельке дождя, отражается большой мир идей и чувств». На узких мостках через реку только и можно встать цепочкой. Все босоногие девочки смотрят вперёд, но смотрят они по-разному, каждая в соответствии со своим характером. Искусствовед называет фигурки девочек «шустрыми», «подвижными», «задорными», отмечает в них неподдельную жизнерадостность. «Простор, река, солнце, бирюзовое небо» пейзажа на картине дополняют изображение девочек и находятся с ним в безусловной гармонии. На основе сравнения двух картин Владислав Зименко делал вывод: «человеческий характер — главный нерв художественного образа в сюжетно-тематической картине». Заслуженный деятель искусств РСФСР, кандидат искусствоведения Иван Горин в очерках «Образ современника в советской жанровой живописи» отмечал, что картина «Детвора» отличается особой выразительностью, так как художники сумели раскрыть «природу детства, подобную природе хрупких молодых побегов».
Профессор Санкт-Петербургского Государственного академического института живописи, скульптуры и архитектуры имени Ильи Репина, кандидат искусствоведения Ирина Романычева писала, что в картинах конца 1950-х — начала 1960-х годов, созданных на «Академической даче», таких как «Детвора», Ткачёвы стремились сделать образ человека более глубоким и раскрыть его характер. Пейзаж в этих полотнах несёт серьёзную смысловую нагрузку. Эмоционально он связан с миром чувств изображаемых Ткачёвыми людей: «Душевная ясность деревенских босоногих девчонок, расположившихся на дощатых мостках над водой, тонко сочетается с безмятежным состоянием природы: ярким солнечным днём с безоблачным небом и сверкающей водой озера». Романова обращала внимание на «характерные», по её словам, позы детских фигурок, а также на изображение их против света, что ещё более усиливает эмоциональную выразительность полотна.
Игорь Круглый в книге о творчестве братьев Ткачёвых, вышедшей в 1979 году, отмечал, что в фигурах стоящих на мостике пяти девочек для зрителя есть много знакомого, но художники открыли при этом ему «нечто новое, неожиданно прекрасное и волнующее». Фигуры девочек отличаются разнообразием поз и жестов. У каждой руки по-разному лежат на перилах, различны по силуэту и их «тонкие, как молодые деревца, фигурки». Игорь Круглый полагал, что не надо искать в картине какой-либо скрытый подтекст. По его мнению, художники «сказали всё предельно ясно» — они перенесли на холст бурное и радостное биение жизни. Зритель, по словам Круглого, почувствует при взгляде на картину прилив сил и счастливое ощущение юности. Сама картина показывает безграничность возможностей в развитии традиций реалистического искусства. Этот же советский искусствовед в статье «Щедрая палитра» писал, что картина свидетельствует о зрелости и самостоятельности её авторов. Палитру использованных художниками в картине красок искусствовед назвал «щедрой» и даже вынес это слово в заголовок статьи. В другой своей статье «Путь к картине», вошедшей в тот же сборник «Художник и современность» (1982), что и предыдущая, Игорь Круглый увидел в полотне «Детвора» искреннюю любовь к окружающей жизни, стремление найти во внешне непримечательных и даже обыденных явлениях глубокий смысл и передать его живым образным языком. В значительно более поздней своей книге, посвящённой этюдам в творчестве братьев Ткачёвых (2000), Игорь Круглый называет «Детвору» одним из наиболее известных полотен художников.

### Современное российское искусствоведение о картине
Доктор искусствоведения, профессор, член-корреспондент Российской академии художеств Виталий Манин в книге о творчестве художников, изданной в 2001 году, отмечает, что в картине «стихийная игра света будто упорядочивается, становится осмысленной, не поддающейся буйной стихии природы. От этого изображение приобретает естественность, композиция — логичность, цвет — не только мотивированность, но и сдержанную красоту отношений, гармонию». Манин выделяет наиболее правдоподобные детали, придающие убедительность картине: засвечена шероховатая поверхность синей опоры поручней, розовые на просвет платьица девочек, «бликование» воды, «контражурное изображение мостика и фигур девочек подсвечено настолько натурально, что цвет полотна, сохраняя дистанцию с реальностью, вызывает в сознании физическое ощущение красоты реального мира». Существом живописи Ткачёвых, по мнению искусствоведа, является не модель мира, а реальность «в солнечном великолепии, овеянная свежим ветром, в сиянии тёплого золотистого неба». Авторы создают гармонию цвета, формы, света, фактуры, поэтизируют её.
Профессор кафедры словесности и культурологии Нижегородского института развития образования Вячеслав Филиппов отмечает в картине «Детвора» влияние импрессионизма, а также праздничность полотна, простоту сюжета, отсутствие лишней динамики и патетики. Полотно, с точки зрения Филиппова, раскрывает зрителям счастливый мир детства.
По мнению авторов путеводителя «XX век в Русском музее: живопись, скульптура 1900—2000 годов: к 110-летию Русского музея», для картины характерно единство элементов: света, цвета, «ощущения жаркого летнего воздуха, резкого свежего ветра», их объединяет беспокойная фактура, которая «воспроизводит поверхность воды, взволнованную ветром и осыпанную яркими солнечными бликами». Вода на картине — повод для живописной игры света и цвета, а одновременно метафора «чистой, прозрачной, готовой отразить в себе весь мир души ребёнка». Первые послевоенные десятилетия, к которым, по мнению авторов путеводителя, относится действие картины, — период тяжёлого и длительного восстановления страны. На это намекают зрителю «хрупкие фигурки девочек и их простенькая домашняя одежда». В картине создан образ детства, хотя и не беззаботного, но счастливого. Считается, что эта картина — первая значительная работа, которой художники заявили о себе на крупных выставках Советского Союза.

## В культуре
Российская православная и культурно-просветительская радиостанция «Радио Вера» в рубрике «Свидание с шедевром» посвятило картине «Детвора» одну из своих передач. Она построена в форме диалога между продавцом букинистического магазина и его посетительницей, которая заинтересовалась почтовой открыткой с изображением картины братьев Ткачёвых «Детвора». Открытка была выпущена в 1963 году тиражом всего 8000 экземпляров. Покупательница рассказывает продавцу о причине своего интереса именно к ней: «У этой работы очень сложная цветовая гамма, а здесь она очень точно передана. И рябь на тёмной воде с яркими солнечными бликами, и золото неба, и сияющие на просвет платья девочек — словно крылья бабочек. Всё то, от чего становится тепло на душе у зрителя». Собеседницы отмечают, что на картине нет примет какого-либо конкретного времени послевоенной эпохи. Девочки изображены против света, из-за этого разглядеть детали их одежды, причёски и выражения лиц невозможно. Ткачёвы сумели создать «образ детства, понятный и близкий человеку любой эпохи… тот период жизни, когда помыслы чисты, а тревоги быстротечны».

## Картина «Детвора» в преподавании
Советские и российские методисты и педагоги рекомендовали использование картины Алексея и Сергея Ткачёвых в преподавании и воспитательной работе в средней общеобразовательной школе. В частности, заслуженный работник культуры РСФСР Анатолий Парамонов и доктор искусствоведения Светлана Червонная в книге для учителя «Советская живопись» (1981) писали, что полотно «Детвора», как и другие полотна художников, «правдиво и поэтично» передаёт «повседневную жизнь людей труда» и «образ русской деревни». Преподаватель кафедры теории и методики обучения изобразительному искусству и дизайна костюма в Волгоградском государственном социально-педагогическом университете Людмила Садкова предлагала её к использованию на уроках изобразительного искусства в 3 классе российской общеобразовательной школы.
Учебное пособие доктора психологических наук Елены Медведевой «Познание мира культуры ребёнком с ограниченными возможностями здоровья» (2017) рекомендует использование картины «Детвора» при изучении темы «Выставка искусств». В ходе работы над данной темой предполагаются два этапа: сначала дети берут на себя роли экскурсовода или художника, представляющих произведение искусства на выставке. Затем организуется беседа о его «жанре, настроении, содержании, композиции, колорите». В качестве целей подобной деятельности названы «формирование инициативы, активности в организации и проведении импровизированных выставок, использование свободной коммуникации через искусство».
Программа нравственно-патриотического воспитания дошкольников «Мой родной дом», составленная в 2004 году доктором педагогических наук Натальей Араповой-Пискарёвой, считает возможным на примере картины показать детям в возрасте семи лет то, что произведения искусства выражают различные чувства и мысли человека, что достигается через изображение фигур и предметов, а также через цвет, линию, композицию и живописную технику.